# Оппель, Христофор Фёдорович
Христофор Фёдорович Оппель (1768 — 19 октября 1835), действительный статский советник, доктор медицины, главный врач для бедных Московского Воспитательного Дома, писатель.

## Биография
Родился в Вюртемберге, сын пастора, медицинское образование получил на родине, откуда прибыл в Россию, и по экзамену в медицинской коллегии был произведен в 1790 г. лекарем, с определением в Касимов, сначала на лекарскую, а потом на докторскую вакансию. В 1803 г. он был приглашен на должность главного доктора в учрежденную тогда в Москве больницу для бедных Императрицы Марии Феодоровны.
Оппель составил правила для управления этой больницей, которые были одобрены государыней. В 1812 г., перед вступлением в Москву Наполеона, Оппелю поручена была в управление Мариинская больница. Благодаря его энергии, были спасены от разорения больница для бедных, Екатерининское и Александровское училища, а также церковь св. Иоанна Воина на Божедомке. С 1813 по 1814 г. Оппель участвовал во врачебном временном комитете по выработке мер к прекращению повальных болезней, открывшихся в некоторых уездах Московской губ.
26-го декабря 1822 г. Оппель был произведен Московской медико-хирургической академией в доктора медицины, в 1826 г. пожалован чином действительного статского советника. В 1830 г. участвовал в медицинском совете, созванном Московским военным генерал-губернатором по случаю эпидемии холеры. Состоял членом обществ при московском университете: Физико-Медицинского и Испытателей природы.

## Труды
- Всеподданнейшее донесение Московской больницы для бедных от главного лекаря Хр. Оппеля (Сообщ. М. Полуденского в «Чтениях в Обществе Истории и Древностей Российских», 1860 г., кн. II, отд. V, стр. 185—192);
- «Руководство и правила, как ходить за больными, в пользу каждого, сим делом занимающегося, а наипаче для сердобольных вдов, званию сему особенно себя посвятивших», М. 1822 г.

## Семья и потомство
Жена — Александра Григорьевна Аргамакова, из московского дворянского рода. Дети:
- Елизавета Христофоровна (23.10.1801— ?)
- Любовь Христофоровна (01.10.1804—18.04.1890), замужем с 1823 года за Андреем Ивановичем Поль.
- Вера Христофоровна (15.02.1807—14.01.1834), замужем за Сергеем Владимировичем Панафидиным.
- Алексей Христофорович (22.03.1808—08.12.1850) — архивист в Коллегии иностранных дел и в Департаменте юстиции, имел чин статского советника, долгое время жил в Твери.
  - Внук Андрей Алексеевич, выпускник Московской консерватории, композитор и пианист, директор Санкт-Петербургского музыкального общества, автор музыки романса «Глядя на луч пурпурного заката».
    - Правнук Владимир Андреевич (1872—1932) — российский хирург, доктор медицинских наук, профессор, действительный статский советник.
- Александра Христофоровна, замужем (с 17 июля 1835 года)[1] за полковником Михаилом Павловичем Доброклонским.
- Владимир Христофорович (13.08.1810—01.02.1837)
- Сергей Христофорович (30.03.1813— ?)